# Pallapatti
Pallapatti é uma panchayat (vila) no distrito de Dindigul, no estado indiano de Tamil Nadu.

## Demografia
Segundo o censo de 2001,  Pallapatti  tinha uma população de 11,807 habitantes. Os indivíduos do sexo masculino constituem 51% da população e os do sexo feminino 49%. Pallapatti tem uma taxa de literacia de 61%, superior à média nacional de 59.5%: a literacia no sexo masculino é de 69% e no sexo feminino é de 53%. Em Pallapatti, 12% da população está abaixo dos 6 anos de idade.